# Reimerzhoven
Reimerzhoven is een kleine plaats in de Duitse gemeente Altenahr. De plaats ligt aan de Ahr en heeft een voetgangersbrug over de rivier. De plaats heeft een kleine kapel.

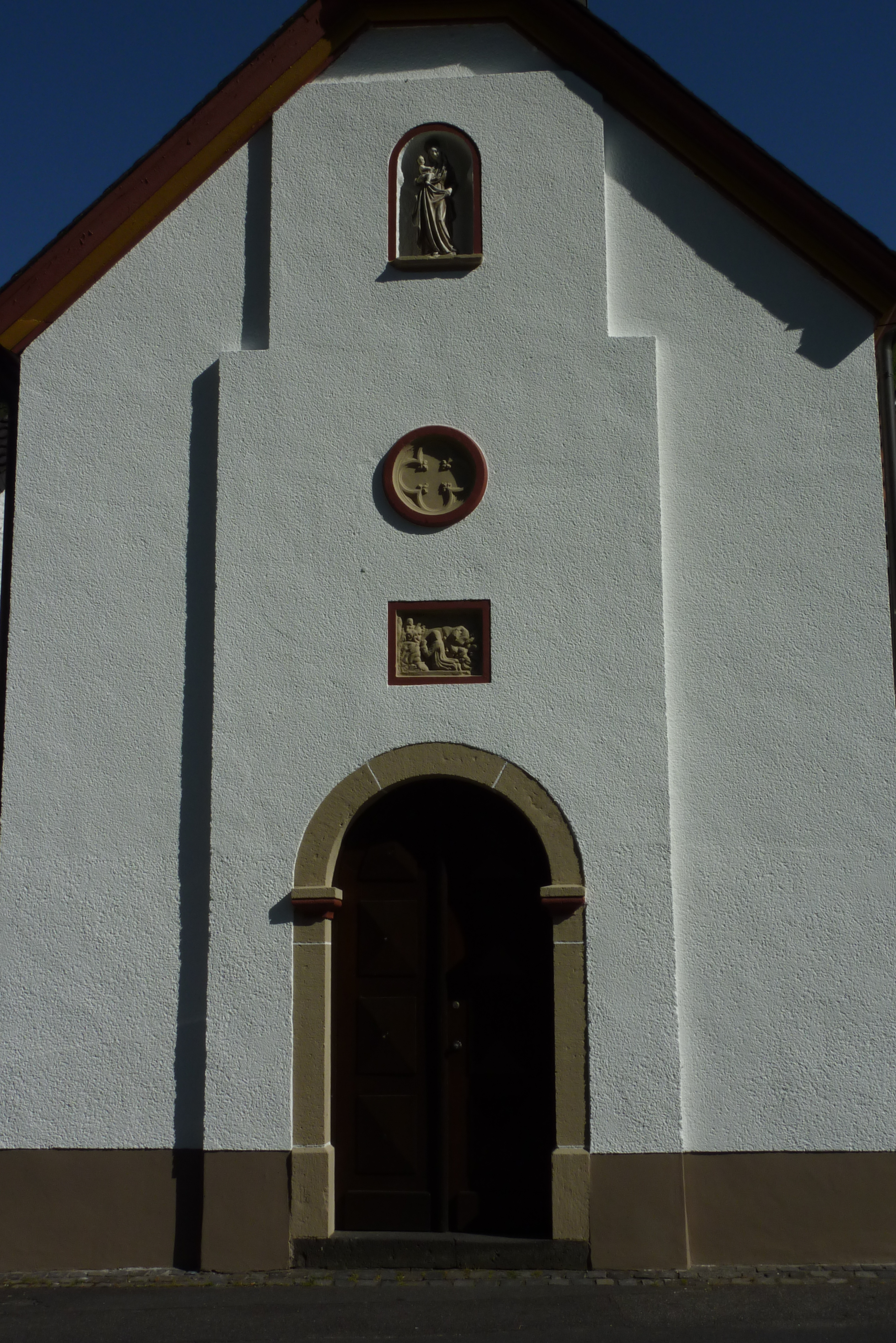
kapel van Reimerzhoven (Zur Schmerzhaften Muttergottes)
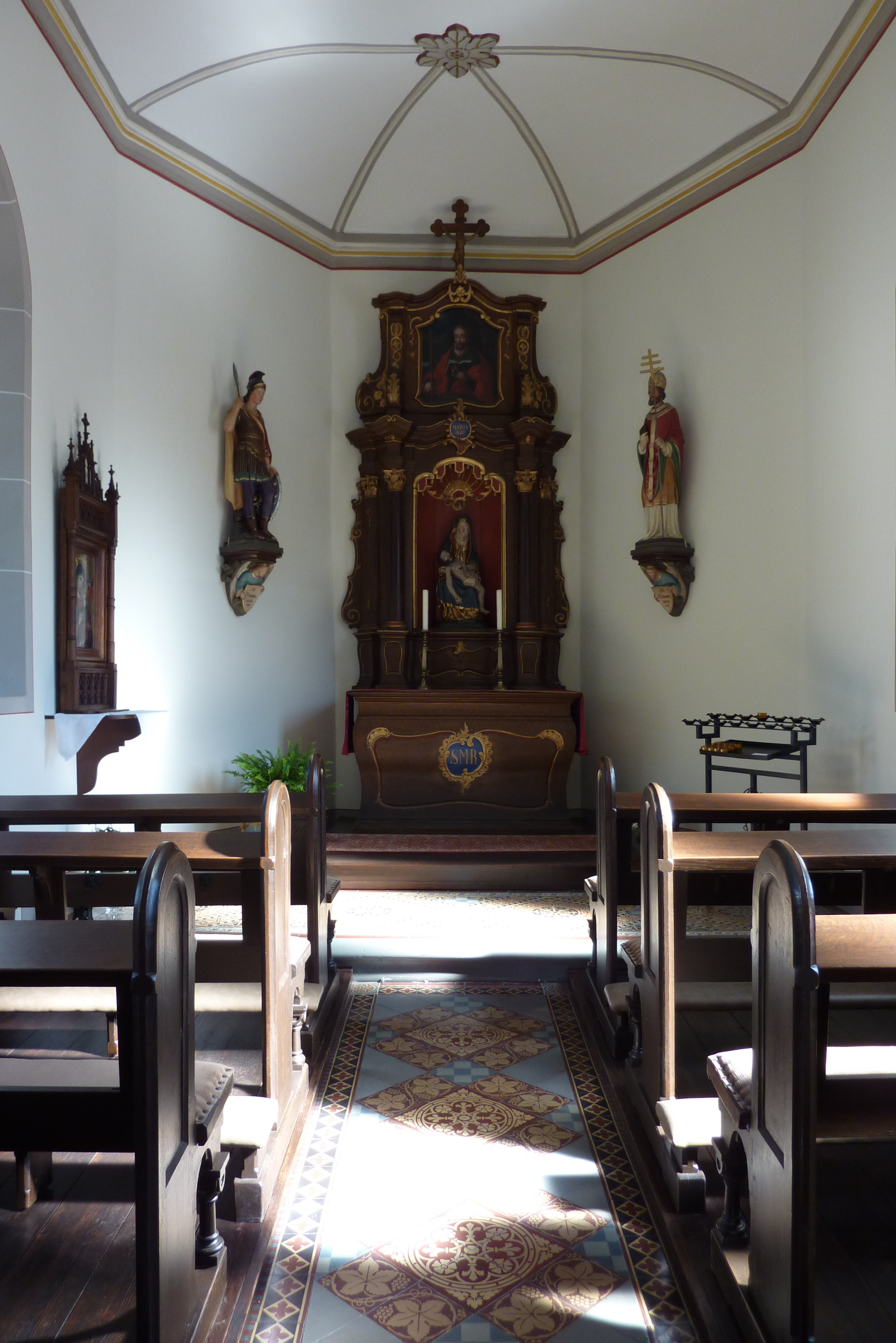
Interieur